# 選舉管理委員會 (香港)
選舉管理委員會（簡稱：選管會），是香港一個獨立及非政治性法定組織，於1997年9月29日根據《選舉管理委員會條例》成立，其職責是確保香港特別行政區的公共選舉在任何時候均是在公開、公平和誠實的方式進行。選管會的行政支援機構為選舉事務處（REO），由總選舉事務主任掌管，屬於政府部門。

## 成員

### 歷任主席
選區分界及選舉事務委員會
- 1993年7月23日至1997年6月30日：胡國興　法官

選舉管理委員會
- 1997年至2006年：胡國興　法官[3]
- 2006年至2009年：彭鍵基　法官[4]
- 2009年至2022年：馮驊　法官[5]
- 2022年至今：陸啟康　法官[6]

### 歷任委員
- 1997年至2004年：梁乃鵬[7][8]
- 1997年至2005年：成小澄[8][9][10]
- 2005年至2012年：陳志輝　教授[10][5][11]
- 2012年至2020年：張妙清　教授[11][12][13]
- 2005年至2015年：駱應淦　資深大律師[14][15]
- 2015年至2023年：陸貽信　資深大律師[15][註 1]
- 2023年至今：文本立　資深大律師[17]
- 2020年至今：石丹理　教授[13]

## 歷史
選舉管理委員會前身為選區分界及選舉事務委員會，在1993年7月23日根據《選區分界及選舉事務委員會條例》成立。
在1997年7月1日，上述法例被《全國人民代表大會常務委員會關於根據〈中華人民共和國香港特別行政區基本法〉第一百六十條處理香港原有法律的決定》廢除。至1997年8月，臨時立法會通過《選舉管理委員會條例》，選舉管理委員會於1997年9月29日重新設立。

## 組成
選舉管理委員會共有3名成員，分別為一位主席及兩位委員，由行政長官委任。委員會主席必須由一名高等法院法官出任主席。2019年起亦設有一名非編制內的顧問，先後由原總選舉事務主任李柏康和黃文超出任。

## 職權[20]
- 考慮和檢討立法會地方選區和區議會選區分界，並作出建議；
- 就選舉的實際安排訂立規例、發出指引和作出安排；
- 監管選舉的進行，並規管選舉的程序，以確保選舉是在誠實、公平和公開的情況下進行；
- 監督選民登記與選舉有關的投訴及相關推廣活動；
- 進行和監督選舉委員會的組成過程；
- 向行政長官報告任何有關選舉及選舉委員會組成的過程的事宜。

選舉管理委員會亦會就選舉委任該次選舉相應的一個或多個提名顧問委員會，提名顧問委員會職能為協助準候選人在選舉前確定本身是否符合提名資格，亦會就候選人的提名是否有效，向選舉主任及時提供意見。每個提名顧問委員會由一名具有法律專業資格或學歷的人士組成。
選舉管理委員會的行政部門是選舉事務處，該處屬政府部門，由行政長官委任的總選舉事務主任（高級首席行政主任）掌管。它按照選舉管理委員會的指示工作，並負責執行該委員會的決定。

## 辦事處及秘書處
選舉管理委員會的辦事處原位於灣仔港灣道25號海港中心10樓，2023年2月13日遷往長沙灣東京街西3號庫務大樓8樓。選管會秘書處設在選舉事務處的「委員會及研究部」，由一名副總選舉事務主任（總行政主任）掌管。

## 辦事機構─選舉事務處
選舉事務處是香港特別行政區政府負責選舉工作的部門，隸屬政制及內地事務局，亦是選舉管理委員會行政支援機構。選舉事務處協助選管會執行《選舉管理委員會條例》所規定的法定職能，當中包括協助市民登記成為選民、劃分選區、制定選舉條例及選舉活動指引等。行政長官、選舉委員會界別、立法會及區議會選舉工作，均交由該部門負責。不過，選舉事務處在職能上屬於執行部門，對選舉政策並無決策權，相關權力在政制局和選管會。

## 爭議事件

### 2016年遺失選民登記冊
於2016年立法會換屆選舉期間，選舉事務處工作人員遺失了一本葵青區聖公會青衣邨何澤芸小學票站的選民登記冊，內含約8,000名選民的個人資料。事件被隱瞞兩年半後才於2019年4月被揭發。行政長官林鄭月娥對表示事件難以接受。立法會議員莫乃光質疑有人刻意隱瞞事件。
經調查後，選管會仍無法確認該選民登記冊何時、如何遺失。選舉管理委員會主席馮驊將起因歸究於「工作人員的工作時間過長」，更建議縮短投票時間。

### 2018年香港立法會補選確認書風波
2018年香港立法會補選同樣亦有參選人被選舉主任主觀地認為沒有真誠擁護基本法和效忠香港特別行政區，非法剝奪他們的提名資格。此不妥當決定遭到法庭推翻，並引致香港島選區及新界東選區的選舉結果無效，議席面臨再次重選。

## 外部連結
- 選舉管理委員會網頁（官方）
- 非官方的選舉管理委員會資料